# Редзинське
Редзинське (пол. Redzyńskie) — село в Польщі, у гміні Лятович Мінського повіту Мазовецького воєводства.
Населення — 242 особи (2011).

## Демографія
Демографічна структура станом на 31 березня 2011 року:
|          | Загалом | Допрацездатний вік | Працездатний вік | Постпрацездатний вік |
| -------- | ------- | ------------------ | ---------------- | -------------------- |
| Чоловіки | 124     | 26                 | 84               | 14                   |
| Жінки    | 118     | 14                 | 71               | 33                   |
| Разом    | 242     | 40                 | 155              | 47                   |